# 7147 Фейт
7147 Фейт (7147 Feijth) — астероїд головного поясу, відкритий 24 вересня 1960 року.
Тіссеранів параметр щодо Юпітера — 3,485.